# Stolbovo (district de Volkhov)
 (décembre 2019).
Stolbovo est un hameau dans le village rural de Khvalovsky du district de Volkhov de l'oblast de Léningrad.
Il y fut conclu en 1617 entre la Russie et la Suède un traité qui déterminait les frontières des deux États. 

## Source
- (ru) Cet article est partiellement ou en totalité issu de l’article de Wikipédia en russe intitulé « Столбово (Волховский район) » (voir la liste des auteurs).